# Интернационализация
Интернационализа́ция (англ. internationalization) — технологические приёмы разработки, упрощающие адаптацию продукта (такого как программное или аппаратное обеспечение) к языковым и культурным особенностям региона (регионов), отличного от того, в котором разрабатывался продукт.
Есть важное различие между интернационализацией и локализацией. Интернационализация — это адаптация продукта для потенциального использования практически в любом месте, в то время как локализация — это добавление специальных функций для использования в некотором определённом регионе. Интернационализация производится на начальных этапах разработки, в то время как локализация — для каждого целевого языка.
В английском языке для слова «internationalization» принято сокращение «i18n». При этом число 18 означает количество пропущенных между «i» и «n» букв. Для Локализации «Localization» применяют сокращение «L10n» (L7d — Localized). Заглавная буква «L» используется чтобы не путать с «i» в «L10n», число 10 — количество букв между «L» и «n».

## Параметры
Параметры, важные для интернационализации и локализации, включают в себя:
- Язык
  - Текст (шрифты)
    - Алфавиты, направление письма (слева направо, справа налево), системы нумерации. В большинстве современных систем при работе с текстом так или иначе применяется Юникод, хотя текстовые файлы часто хранятся в других кодировках.

  - Графическое представление текста (печатные материалы, изображения, содержащие текст)
  - Аудиотекст
  - Субтитры в видеопотоках
- Форматы даты и времени, включая различные календари
- Часовой пояс
- Валюта
- Изображения
- Названия и заголовки
- Телефонные номера, региональные и международные почтовые адреса и индексы
- Единицы мер и весов
- Форматы бумаги

## Средства интернационализации

### Упрощение перевода
Текстовые строки хранятся в отдельных файлах — языковых ресурсах. Интенсивно используется Unicode.
Поскольку строки в процессе перевода могут удлиняться и укорачиваться, в диалоговых окнах применяют такие меры:
- Окна специально компонуют «с запасом».
  - Плюс: простота.
  - Минус: на языках с короткими фразами окно будет выглядеть неряшливо, на языках с длинными фразами — нет гарантии, что текст поместится.
- Либо в языковые ресурсы вносят компоновку диалоговых окон.
  - Плюс: универсальное решение, позволяет точно подогнать компоновку окон по длинам строк.
  - Минус: усложняется локализация; требуется поддержка со стороны оконной библиотеки, желательно — и со стороны языка (интроспекция); формат языковых ресурсов ограничивается возможностями оконной библиотеки (например, в Delphi — только в ресурсах EXE- или DLL-файла); локализаторам может потребоваться недешёвый редактор форм.
- Либо диалоговые окна сами устанавливают свой размер в зависимости от длин строк (так, например, работают Qt, WPF, GTK+ и wxWidgets).
  - Плюс: локализация сводится к переводу строк; рутинная работа по подгонке окон будет выполнена автоматически.
  - Минус: требуется поддержка со стороны оконной библиотеки; затруднена или невозможна плотная компоновка окна.

### Работа сдвунаправленным письмом
Стараются использовать стандартные и проверенные оконные компоненты, избегая «самописных».

### Поддержка стандартов
Делают конфигурируемыми все параметры, которые можно было бы изменять в другой стране. Для вывода на экран чисел, дат, времени и т. д. используют стандартные, а не «самописные» функции. Вырабатывается единый для всех версий формат связи — например, в OpenOffice.org дата и время независимо от страны хранится в формате ISO 8601 в виде 2008-12-31T15:16:17.

## Региональные настройки
Региональные настройки (англ. locale) — набор параметров, включая набор символов, язык пользователя, страну, часовой пояс, а также другие предустановки, которые пользователь ожидает видеть в пользовательском интерфейсе.
Обычно идентификатор региональных настроек содержит, как минимум, обозначение языка и обозначение региона. Например, идентификатор вида ru-ua указывает, что ПО работает в режиме русского языка с национальными настройками, характерными для территории Украины; fr-ch — французский язык / Швейцария; sv-fi — шведский язык / Финляндия и т. д.
На одном компьютере в рамках одной операционной системы могут сосуществовать (одновременно работать) приложения с различными региональными настройками.

## Открытое программное обеспечение и интернационализация
Открытое программное обеспечение, как правило, более интернационализуемо, чем проприетарное. Дело в том, что любой, желающий видеть программу на своём языке, имеет возможность внести необходимые изменения; любой, обнаруживший ошибку, может внести исправление. Кроме того, не нужно ради сиюминутной выгоды консервировать старый код, мешающий интернационализации.
Например, KDE переведён более чем на 100 языков, MediaWiki — более 300.

## Интернационализация как экономическая категория
Интернационализация экономики — это формирование устойчивых международных связей в производственно-экономической сфере на основе международного разделения труда.

Проблемы интернационализации экономики занимают важное место в исследованиях, проводимых во множестве университетов, среди которых Марбургский университет, Белорусский государственный университет.

### Интернационализация капитала
Интернационализация капитала — процесс переплетения и объединения национальных капиталов, который проявляется в создании отдельными компаниями хозяйствующих субъектов в других государствах или в развитии наднациональных форм связей и контактов между капиталами разных стран. Здесь подчеркивается два уровня интернационализации: микроэкономический, то есть на уровне международной компании с её дочерними подразделениями в других странах, и интернациональный, как создание наднациональных институциональных образований, например, Европейский союз.

### Интернационализация производства
Интернационализация производства — технологический способ применения капитала посредством установления устойчивых производственных связей между предприятиями различных государств, вследствие чего производственный процесс в одной стране становится частью процесса, протекающего в интернациональном или мировом масштабе. В данном подходе, хотя и снимаются социально-экономические антагонистические противоречия, ибо упор делается на технико-технологические аспекты перелива капитала, тем не менее негативный оттенок данного явления сохраняется, ибо происходит усиление эксплуатации трудящихся, в которых концентрируется данный капитал, и извлекаются дополнительные монопольные прибыли за счет реализации прибавочной стоимости в мировом масштабе. При этом за аксиому принимается положение, что интернационализируют производство крупные монополии, обладающие, кроме собственно капитала, ещё и необходимой политической властью в обществе.

### Интернационализация предпринимательства
Интернационализация предпринимательства — производственные отношения, которые складываются между конкретной фирмой и её деловыми зарубежными партнерами по поводу организации и осуществления заграничной деловой экономической активности в форме экспорта товаров, услуг и прямого иностранного инвестирования.
В условиях глобализации и ужесточения международной конкуренции все большее количество национальных предприятий начинает испытывать ограниченность внутренних рынков сбыта и факторов производства своих государств. Для поддержания конкурентоспособности и расширения масштабов производства их деловая активность приобретает международную направленность. В экономической науке этот процесс принято именовать интернационализацией деловой активности предприятия.

Проблемы интернационализации деловой активности предприятий привлекали внимание научных кругов уже в начале второй половины XX в. Весомый вклад в изучение проблематики внесли такие западные экономисты, как С. Андерссон, К. Норстрем, Б. Овиат, П. МакДугалл. Их исследования направлены на построение теоретических моделей и стратегий интернационализации компаний, изучение вопросов превращения национальных фирм в транснациональные компании/корпорации (ТНК).

Исследованию вопросов интернационализации деловой активности российских компаний и становления на их основе ТНК посвящены работы А. Кузнецова, А. Либмана, Б. Хейфеца. При этом ученые сосредоточили внимание в основном на анализе зарубежной деловой активности крупных сырьевых компаний, практически оставляя без внимания предприятия других отраслей экономики, в том числе проблематику формирования стратегий их интернационализации.

Вопросы международного развития белорусских предприятий нашли своё отражение в работах А. В. Данильченко, Е. В. Ленского, Л. М. Петровской. При этом значительное внимание уделено практическим аспектам интернационализации белорусских предприятий, вопросам стимулирования и регулирования их зарубежной деловой активности.